# لويس جيمس
لويس جيمس (بالإنجليزية: Lewis Lyman James)‏ هو مغني أمريكي، ولد في 27 يوليو 1892 في بلدة سكيو في الولايات المتحدة، وتوفي في 19 فبراير 1959 في شيكاغو في الولايات المتحدة.

## وصلات خارجية
- لويس جيمس على موقع ميوزك برينز (الإنجليزية)
- لويس جيمس على موقع ديسكوغز (الإنجليزية)